# Prima Categoria Umbria 1975-1976
Nella stagione 1975-1976 il massimo livello regionale disputato in Umbria è stato per la diciassettesima ed ultima volta il campionato di Prima Categoria.
Questo è il girone unico organizzato dal Comitato Regionale Umbro.

## Squadre partecipanti
| Squadra           | Città (provincia)                       | Stagione 1974-1975                                                   |
| ----------------- | --------------------------------------- | -------------------------------------------------------------------- |
| Angelana          | Santa Maria degli Angeli di Assisi (PG) | 6º in Prima Categoria Umbria                                         |
| Assisi            | Assisi (PG)                             | 2º in Prima Categoria Umbria                                         |
| Città di Castello | Città di Castello (PG)                  | 17º in Serie D/E, retrocesso                                         |
| Clitunno          | Campello sul Clitunno (PG)              | 1º in Seconda Categoria Umbria/C, promossa                           |
| Cortona Camucia   | Cortona (AR)                            | 4º in Prima Categoria Umbria                                         |
| Elettrocarbonium  | Narni Scalo (TR)                        | 8º in Prima Categoria Umbria                                         |
| Grifo Cannara     | Cannara (PG)                            | 16º in Serie D/E, retrocessa                                         |
| Gualdo            | Gualdo Tadino (PG)                      | 8º in Prima Categoria Umbria                                         |
| Gubbio            | Gubbio (PG)                             | 17º in Serie D/D, retrocesso                                         |
| Lama              | Lama di San Giustino (PG)               | 8º in Prima Categoria Umbria                                         |
| Narnese           | Narni (TR)                              | 3º in Prima Categoria Umbria                                         |
| Nestor            | Marsciano (PG)                          | 12º in Prima Categoria Umbria, retrocessa e poi ripescata            |
| Nocera Umbra      | Nocera Umbra (PG)                       | 1º in Seconda Categoria Umbria/B, promosso dopo spareggio-promozione |
| Orvietana         | Orvieto (TR)                            | 17º in Serie D/F, retrocessa                                         |
| Pontevecchio      | Ponte San Giovanni di Perugia           | 6º in Prima Categoria Umbria                                         |
| Tavernelle        | Tavernelle di Panicale (PG)             | 1º in Seconda Categoria Umbria/A, promosso                           |
| Tiberis           | Umbertide (PG)                          | 11º in Prima Categoria Umbria                                        |
| Todi              | Todi (PG)                               | 5º in Prima Categoria Umbria                                         |

## Classifica finale
|  | Pos. | Squadra           | Pt  | G   | V   | N   | P   | GF  | GS  | DR  |
|  | ---- | ----------------- | --- | --- | --- | --- | --- | --- | --- | --- |
|  | 1.   | Orvietana         | 54  | 34  | 24  | 6   | 4   | 60  | 14  | +46 |
|  | 2.   | Città di Castello | 51  | 34  | 21  | 9   | 4   | 61  | 20  | +41 |
|  | 3.   | Assisi            | 40  | 34  | 14  | 12  | 8   | 43  | 30  | +13 |
|  | 4.   | Elettrocarbonium  | 39  | 34  | 14  | 11  | 9   | 41  | 34  | +7  |
|  | 4.   | Todi              | 39  | 34  | 14  | 11  | 9   | 38  | 31  | +7  |
|  | 4.   | Narnese           | 39  | 34  | 15  | 9   | 10  | 43  | 39  | +4  |
|  | 7.   | Gualdo            | 38  | 34  | 14  | 10  | 10  | 36  | 34  | +2  |
|  | 8.   | Tavernelle        | 35  | 34  | 12  | 11  | 11  | 47  | 41  | +6  |
|  | 8.   | Grifo Cannara     | 35  | 34  | 14  | 7   | 13  | 35  | 29  | +6  |
|  | 10.  | Tiberis           | 34  | 34  | 11  | 12  | 11  | 39  | 39  | 0   |
|  | 11.  | Gubbio            | 32  | 34  | 11  | 10  | 13  | 37  | 31  | +6  |
|  | 11.  | Lama              | 32  | 34  | 9   | 14  | 11  | 42  | 40  | +2  |
|  | 13.  | Cortona Camucia   | 30  | 34  | 9   | 12  | 13  | 44  | 53  | -9  |
|  | 13.  | Pontevecchio      | 30  | 34  | 12  | 6   | 16  | 32  | 43  | -11 |
|  | 15.  | Nocera Umbra      | 27  | 34  | 9   | 9   | 16  | 29  | 53  | -24 |
|  | 16.  | Nestor            | 24  | 34  | 7   | 10  | 17  | 29  | 54  | -25 |
|  | 17.  | Angelana          | 18  | 34  | 3   | 12  | 19  | 22  | 45  | -23 |
|  | 18.  | Clitunno          | 15  | 34  | 4   | 7   | 23  | 25  | 73  | -48 |
|  |      |                   | 612 | 612 | 217 | 178 | 217 | 703 | 703 | 0   |

Legenda:

      Promossa in Serie D 1976-1977.
Le squadre giunte dal secondo al quattordicesimo posto sono state ammesse in Promozione Umbria 1976-77.
      Retrocessa nella nuova Prima Categoria Umbria 1976-1977.
Note:

Due punti a vittoria, uno a pareggio, zero a sconfitta.